# Cesária Évora

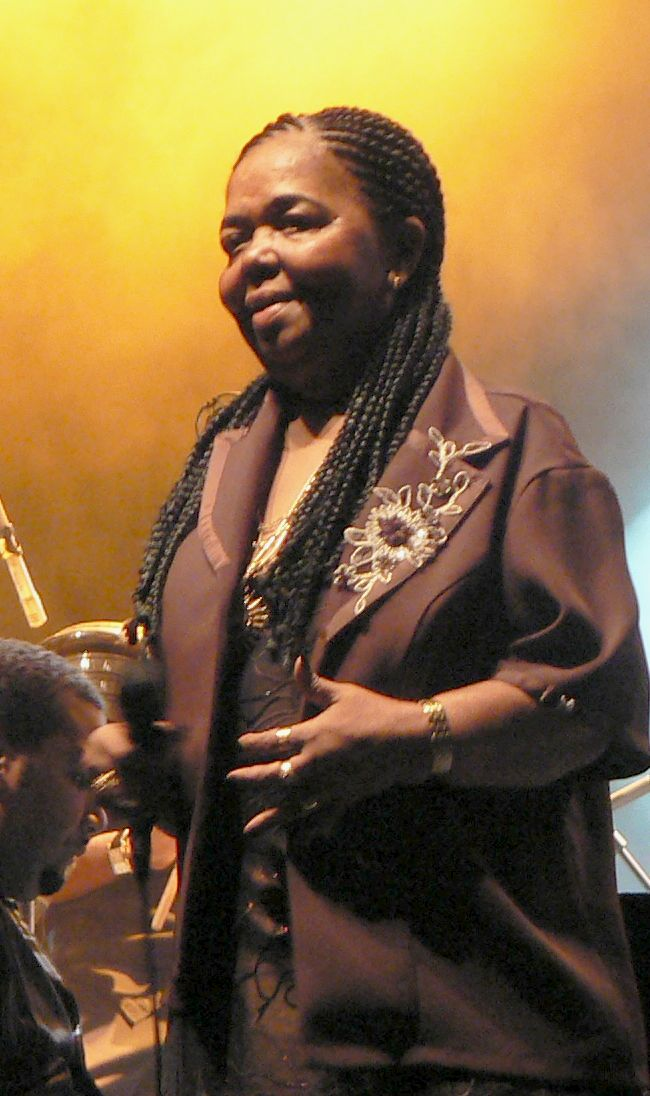
Cesária Évora bei einem Konzert in Esch-sur-Alzette (2009)

Cesária Évora (IPA: [sɨˈzaɾiɐ ˈɛvuɾɐ]; * 27. August 1941 in Mindelo; † 17. Dezember 2011 ebenda) war die bekannteste Sängerin Kap Verdes und gilt als Königin der Morna.

## Biografie
Cesária Évora wurde die „barfüßige Diva“ genannt, weil sie traditionell ohne Schuhe und Strümpfe auftrat. Sie stammte aus einer Musikerfamilie der Stadt Mindelo auf der Insel São Vicente und hatte vier Geschwister. Ihr Vater Justino da Cruz Évora spielte Cavaquinho, Gitarre und Geige. Nach seinem frühen Tod kam Cesária erst in ein Kinderheim, dann zu Pflegeeltern. Sie lebte von Live-Auftritten in den Kneipen der Stadt. 1988, mit 47 Jahren, bekam sie ihren ersten Plattenvertrag und wurde sehr schnell zu einem Weltstar.
Zusammen mit Peter Maffay nahm sie den Song Sodade auf, der 2006 auf Maffays CD Begegnungen 2 – Eine Allianz für Kinder erschien. Im selben Jahr war sie am Album Carnets de bord des französischen Sängers Bernard Lavilliers beteiligt.
Die Sprache ihrer Lieder ist das kapverdische Kreol ihrer Heimat.
2008 erlitt Cesária Évora während einer Tournee in Australien einen Schlaganfall. Im Oktober 2009 erschien ihr Album Nha Sentimento, das im Frühjahr 2009 in Mindelo und in Paris aufgenommen und von José da Silva produziert worden war. Im September 2010 trat sie aus gesundheitlichen Gründen von der Bühne ab und kehrte aus Paris nach Cabo Verde zurück, um, wie sie sagte, „die letzten Tage“ in ihrer Heimat zu verbringen. Sie starb am 17. Dezember 2011 in Mindelo. Der kapverdische Premierminister José Maria Neves ordnete daraufhin eine 48-stündige Staatstrauer an.

## Musik
Der Ton ihrer Lieder ist lyrisch: Lebenslust, Wehmut und süße Melancholie, verlorene Liebe, Schmerz und Hoffnung, zusammengefasst in Sodade. In Voz d’Amor singt sie:
Tiefere Gefühle

Als alle schon durchkreuzten Meere

Meine Heimat, meine verborgene Welt

In der linken Seite meiner Brust.
Évora wird begleitet von Gitarre, Cavaquinho, Klavier, Bass, und Perkussion, dazu kommen häufig Geige, Akkordeon und Sopransaxophon. Hintergrund ihrer Lieder ist die Geschichte ihrer Heimat mit Themen wie Isolation, Sklavenhandel und Emigration. Neben den typisch kapverdischen Liedern interpretiert sie auch Lieder anderer Herkunft, zum Beispiel Besame Mucho.
Der Gesangsstil ist geprägt von Glissandi in der Intonation und einem relativ freien Timing, das insbesondere bei rhythmischen Liedern im Kontrast steht zum festen Timing der Begleitband. Damit erhält die Musik ihren typischen, entspannt fließenden Charakter.

## Nachwirkungen
2012 wurde der Flughafen der Insel São Vicente, auf der ihre Geburtsstadt Mindelo liegt, nach Cesária Évora benannt.
2013 veröffentlichte der belgische Musiker Stromae auf seinem zweiten Studioalbum Racine carrée eine Hommage an Cesária Évora mit dem Titel „Ave Cesaria“.
2018 widmet sich eine Ausstellung im Palácio de Povo in Mindelo der Sängerin.
Am 27. August 2019, zum 78. Geburtstag der Sängerin, widmete ihr die Suchmaschine Google ein Doodle.

## Auszeichnungen
- 1997: Kora All African Music Awards in den drei Kategorien Best Artist of West Africa, Best Album, Ehrenpreis der Jury[5]
- 1998: Preis der deutschen Schallplattenkritik[6]
- 1999: Preis der deutschen Schallplattenkritik[6]
- 1999: Großkreuz des Ordens des Infanten Dom Henrique[7]
- vor 2004: Fünf Nominierungen für die Grammy Awards
- 2004: Grammy in der Kategorie Weltmusik („World Music“) für das Album Voz d’Amor
- 2009: Ritter der Ehrenlegion[8]
- 2010: Kora All African Music Award in der Kategorie Ehrenpreis der Jury[9]

## Diskografie

### Studioalben
| Jahr | Titel                | Höchstplatzierung, Gesamtwochen, AuszeichnungChartplatzierungen (Jahr, Titel, Platzierungen, Wochen, Auszeichnungen, Anmerkungen) | Höchstplatzierung, Gesamtwochen, AuszeichnungChartplatzierungen (Jahr, Titel, Platzierungen, Wochen, Auszeichnungen, Anmerkungen) | Höchstplatzierung, Gesamtwochen, AuszeichnungChartplatzierungen (Jahr, Titel, Platzierungen, Wochen, Auszeichnungen, Anmerkungen) | Anmerkungen                              |
| Jahr | Titel                | FR | BEW | CH | Anmerkungen                              |
| ---- | -------------------- | --- | --- | --- | ---------------------------------------- |
| 1993 | Miss Perfumado       | FR42 ×2Doppelgold · (5 Wo.)FR | BEW153 (4 Wo.)BEW | — | Charteinstieg in FR 2001; in BEW 2012    |
| 1995 | Cesária              | FR— GoldFR | BEW36 (3 Wo.)BEW | — |                                          |
| 1997 | Cabo Verde           | FR17 Gold · (16 Wo.)FR | BEW40 (6 Wo.)BEW | — | Erstveröffentlichung: 18. März 1997      |
| 1999 | Café Atlantico       | FR12 ×2Doppelgold · (48 Wo.)FR | BEW32 (6 Wo.)BEW | — | Erstveröffentlichung: 25. Mai 1999       |
| 2001 | São Vicente di Longe | FR11 Gold · (36 Wo.)FR | BEW19 (6 Wo.)BEW | CH32 (11 Wo.)CH | Erstveröffentlichung: 5. Juni 2001       |
| 2003 | Voz d’Amor           | FR12 Gold · (45 Wo.)FR | BEW30 (9 Wo.)BEW | CH57 (6 Wo.)CH | Erstveröffentlichung: 23. September 2003 |
| 2006 | Rogamar              | FR19 Gold · (53 Wo.)FR | BEW23 (14 Wo.)BEW | CH38 (6 Wo.)CH | Erstveröffentlichung: 6. März 2006       |
| 2009 | Nha Sentimento       | FR21 (43 Wo.)FR | BEW82 (3 Wo.)BEW | CH83 (2 Wo.)CH | Erstveröffentlichung: 26. Oktober 2009   |

grau schraffiert: keine Chartdaten aus diesem Jahr verfügbar
Weitere Studioalben
- 1987: Cesária (mit Tito Paris, Gitarre, Klavier, Gesang und Luis Morais, Klarinette)
- 1988: La Diva Aux Pieds Nus
- 1990: Distino di Belita
- 1991: Mar Azul
- 1998: Nova Sintra

### Livealben und Kompilationen
| Jahr | Titel                           | Höchstplatzierung, Gesamtwochen, AuszeichnungChartplatzierungen (Jahr, Titel, Platzierungen, Wochen, Auszeichnungen, Anmerkungen) | Höchstplatzierung, Gesamtwochen, AuszeichnungChartplatzierungen (Jahr, Titel, Platzierungen, Wochen, Auszeichnungen, Anmerkungen) | Höchstplatzierung, Gesamtwochen, AuszeichnungChartplatzierungen (Jahr, Titel, Platzierungen, Wochen, Auszeichnungen, Anmerkungen) | Anmerkungen                                                                   |
| Jahr | Titel                           | FR | BEW | CH | Anmerkungen                                                                   |
| ---- | ------------------------------- | --- | --- | --- | ----------------------------------------------------------------------------- |
| 1998 | Best of                         | FR85 ×2Doppelgold · (6 Wo.)FR | BEW20 (8 Wo.)BEW | — | Erstveröffentlichung: 19. Oktober 1998 Charteinstieg in FR 2011               |
| 2002 | Anthologie – Mornas & Coladeras | — | BEW35 (4 Wo.)BEW | CH58 (6 Wo.)CH | Erstveröffentlichung: 10. Juni 2002                                           |
| 2008 | Radio Mindelo                   | FR120 (3 Wo.)FR | — | — | Erstveröffentlichung: 5. Dezember 2008 Aufnahmen aus den frühen 1960er-Jahren |
| 2010 | Cesaria &                       | FR102 (9 Wo.)FR | — | — | Duette mit Sängern und Sängerinnen der Welt                                   |
| 2013 | Mãe Carinhosa                   | FR23 (9 Wo.)FR | BEW50 (6 Wo.)BEW | — | Erstveröffentlichung: 4. März 2013                                            |

Weitere Livealben und Kompilationen
- 1994: Sodade – Les Plus Belles Mornas de Cesária (Best-of-Sammlung, FR: Gold)
- 1996: Club Sodade (Remixalbum)
- 1996: Live à l’Olympia (Live-Mitschnitt aus Paris)
- 2002: Cesária Évora 2002 (in Japan veröffentlicht)
- 2004: Anthologie – Mornas & Coladeras (Best-of-Sammlung, Doppel-CD-Ausgabe von Anthology)
- 2014: All Time Best
- 2014: La Collection (6 CDs)
- 2015: The Essential (2 CDs, Sony)

### Singles
| Jahr | Titel Album | Höchstplatzierung, Gesamtwochen, AuszeichnungChartplatzierungen (Jahr, Titel, Album, Platzierungen, Wochen, Auszeichnungen, Anmerkungen) | Höchstplatzierung, Gesamtwochen, AuszeichnungChartplatzierungen (Jahr, Titel, Album, Platzierungen, Wochen, Auszeichnungen, Anmerkungen) | Höchstplatzierung, Gesamtwochen, AuszeichnungChartplatzierungen (Jahr, Titel, Album, Platzierungen, Wochen, Auszeichnungen, Anmerkungen) | Anmerkungen |
| Jahr | Titel Album | FR | BEW | CH | Anmerkungen |
| ---- | ----------- | --- | --- | --- | ----------- |
| 2011 | Sodade –    | FR42 (2 Wo.)FR | — | — |             |

### Videoalben
- 2001: Cesária Évora (DVD, Eric Mulet, ARTE)
- 2002: Live in Paris (Live-DVD, aufgenommen am 28. April 2001 im Zénith (Paris))
- 2004: Live d’Amor (Live-DVD, aufgenommen am 15. April 2004 im Le Grand Rex, Paris)

### Boxsets
| Jahr | Titel                       | Höchstplatzierung, Gesamtwochen, AuszeichnungChartplatzierungen (Jahr, Titel, Platzierungen, Wochen, Auszeichnungen, Anmerkungen) | Höchstplatzierung, Gesamtwochen, AuszeichnungChartplatzierungen (Jahr, Titel, Platzierungen, Wochen, Auszeichnungen, Anmerkungen) | Höchstplatzierung, Gesamtwochen, AuszeichnungChartplatzierungen (Jahr, Titel, Platzierungen, Wochen, Auszeichnungen, Anmerkungen) | Anmerkungen |
| Jahr | Titel                       | FR | BEW | CH | Anmerkungen |
| ---- | --------------------------- | --- | --- | --- | ----------- |
| 2001 | Miss Perfumado / Petit pays | — | BEW116 (1 Wo.)BEW | — |             |

## Auszeichnungen für Musikverkäufe
| Goldene Schallplatte - Russland - 2003: für das Album Voz d’Amor - 2004: für das Album Best of - 2006: für das Album Rogamar | Platin-Schallplatte - Griechenland - 2003: für das Album Best of |

Anmerkung: Auszeichnungen in Ländern aus den Charttabellen bzw. Chartboxen sind in ebendiesen zu finden.
| Land/RegionAuszeichnungen für Musikverkäufe (Land/Region, Auszeichnungen, Verkäufe, Quellen) | Gold       | Platin  | Verkäufe  | Quellen      |
| -------------------------------------------------------------------------------------------- | ---------- | ------- | --------- | ------------ |
| Frankreich (SNEP)                                                                            | 12× Gold12 | —       | 1.175.000 | infodisc.fr  |
| Griechenland (IFPI)                                                                          | —          | Platin1 | 20.000    | ifpi.gr      |
| Russland (NFPF)                                                                              | 3× Gold3   | —       | 30.000    | 2m-online.ru |
| Insgesamt                                                                                    | 15× Gold15 | Platin1 |           |              |

## Schriften
- Cesária Évora: Herzklopfen und Singen. Über ein freies Leben mit Müttern, Männern, Kindern und Musik. In: Lettre International, LI 97, Sommer 2012.